# UEFA Women's Champions League 2020-2021
La UEFA Women's Champions League 2020-2021 è stata la ventesima edizione del campionato europeo di calcio femminile per club. Il torneo è iniziato il 3 novembre 2020 e si è concluso il 16 maggio 2021 con la finale al Gamla Ullevi di Göteborg, in Svezia.
Il Barcellona ha vinto il trofeo per la prima volta nella sua storia, battendo in finale il Chelsea e divenendo il primo club spagnolo a vincere il trofeo, nonché il primo club a vincere sia il torneo maschile sia il torneo femminile della Champions League.

## Formato
Partecipano al torneo 2020-2021 un totale di 62 squadre provenienti da 50 diverse federazioni affiliate alla UEFA. Il coefficiente UEFA viene utilizzato per determinare il numero di partecipanti per ogni federazione:
- Le federazioni alle posizioni di classifica dalla numero 1 alla numero 12 hanno il diritto di iscrizione di due squadre.
- Tutte le altre federazioni hanno la facoltà di iscrivere una sola squadra alla fase di qualificazione.
- La vincitrice dell'edizione 2019-2020 acquisisce di diritto di iscrizione anche se nella stagione nazionale 2019-2020 non è riuscita a qualificarsi per il torneo. Dato che l'Olympique Lione, detentrice del titolo, ha vinto la stagione di Division 1 Féminine 2019-2020, questa regola non si è applicata.

Rispetto alle precedenti edizioni, anche alla luce della situazione di emergenza sanitaria in Europa a causa della pandemia di COVID-19, il formato della competizione è stato modificato, rispetto a quanto comunicato in una prima fase. In particolare, i minitornei della fase di qualificazione sono stati sostituiti da due turni di qualificazione a eliminazione diretta.

## Ranking
Per l'edizione 2020-2021 della UEFA Women's Champions League, alle squadre sono assegnati posti in base al loro coefficiente all'anno 2019, il quale tiene conto delle loro prestazioni in competizioni europee dalla stagione 2014-2015 a quella 2018-2019. Per la prima volta nella storia della competizione, le federazioni dei Paesi Bassi e del Kazakistan hanno avuto la possibilità di iscrivere due partecipanti.
| Pos. | Federazione     | Coeff. | Sq. |
| ---- | --------------- | ------ | --- |
| 1    | Francia         | 90,500 | 2   |
| 2    | Germania        | 77,500 | 2   |
| 3    | Inghilterra     | 53,500 | 2   |
| 4    | Svezia          | 53,500 | 2   |
| 5    | Spagna          | 52,000 | 2   |
| 6    | Repubblica Ceca | 39,000 | 2   |
| 7    | Danimarca       | 36,500 | 2   |
| 8    | Italia          | 33,000 | 2   |
| 9    | Svizzera        | 31,000 | 2   |
| 10   | Paesi Bassi     | 30,000 | 2   |
| 11   | Norvegia        | 28,500 | 1+1 |
| 12   | Kazakistan      | 26,000 | 1+1 |
| 13   | Russia          | 26,000 | 1   |
| 14   | Scozia          | 24,500 | 1   |
| 15   | Islanda         | 21,000 | 1   |
| 16   | Lituania        | 21,000 | 1   |
| 17   | Cipro           | 19,000 | 1   |
| 18   | Austria         | 19,000 | 1   |
| 19   | Polonia         | 18,000 | 1   |

| Pos. | Federazione          | Coeff. | Sq. |
| ---- | -------------------- | ------ | --- |
| 20   | Serbia               | 13,500 | 1   |
| 21   | Bielorussia          | 12,600 | 1   |
| 22   | Bosnia ed Erzegovina | 12,000 | 1   |
| 23   | Romania              | 12,000 | 1   |
| 24   | Portogallo           | 11,000 | 1   |
| 25   | Grecia               | 10,500 | 1   |
| 26   | Belgio               | 10,500 | 1   |
| 27   | Ungheria             | 10,500 | 1   |
| 28   | Ucraina              | 10,000 | 1   |
| 29   | Finlandia            | 9,500  | 1   |
| 30   | Croazia              | 9,000  | 1   |
| 31   | Irlanda              | 8,500  | 1   |
| 32   | Slovenia             | 8,000  | 1   |
| 33   | Turchia              | 7,500  | 1   |
| 34   | Albania              | 5,500  | 1   |
| 35   | Bulgaria             | 5,000  | 1   |
| 36   | Israele              | 5,000  | 1   |
| 37   | Estonia              | 4,500  | 1   |

| Pos. | Federazione        | Coeff. | Sq.  |
| ---- | ------------------ | ------ | ---- |
| 38   | Slovacchia         | 3,000  | 1    |
| 39   | Galles             | 2,500  | 1    |
| 40   | Fær Øer            | 2,500  | 1    |
| 41   | Irlanda del Nord   | 2,000  | 1    |
| 42   | Montenegro         | 1,500  | 1    |
| 43   | Malta              | 1,000  | 1    |
| 44   | Kosovo             | 1,000  | 1    |
| 45   | Lettonia           | 1,000  | 1    |
| 46   | Moldavia           | 0,500  | 1    |
| 47   | Macedonia del Nord | 0,000  | 1    |
| 48   | Georgia            | 0,000  | 1    |
| 49   | Lussemburgo        | 0,000  | 1    |
| (NP) | Armenia            | 0,000  | 1    |
| (NP) | Azerbaigian        | 0,000  | (NI) |
| (NP) | Gibilterra         | 0,000  | (NI) |
| (NP) | Andorra            | 0,000  | (NI) |
| (NP) | Liechtenstein      | 0,000  | (NI) |
| (NP) | San Marino         | 0,000  | (NI) |

Legenda:
- (NI) - Non partecipa
- (NP) - Nessuna posizione (l'associazione non ha partecipato alle cinque stagioni utilizzate per il calcolo dei coefficienti)

## Squadre partecipanti
La seguente lista contiene le squadre qualificate per il torneo e che competeranno per l'edizione in corso. Con DT si è indicata la detentrice del titolo, con CN la squadra campione nazionale, con 1ª la prima classificata nel caso in cui il campionato non sia stato concluso per la pandemia di COVID-19 che ha costretto alla sospensione di alcuni campionati senza che venissero assegnati i titoli, con 2ª la seconda classificata.
Il 1º aprile 2020 la UEFA aveva annunciato che, a causa della pandemia di COVID-19, avrebbe rinviato la scadenza per le federazioni nazionali per iscrivere le squadre al torneo. Il 17 giugno 2020 la UEFA ha annunciato che la scadenza per la presentazione delle iscrizioni al torneo sarebbe stata il 10 agosto 2020. L'edizione 2020-2021 è anche la prima per la quale i club devono possedere la licenza UEFA per poter partecipare.
| Sedicesimi di finale      | Sedicesimi di finale      | Sedicesimi di finale  | Sedicesimi di finale        |
| ------------------------- | ------------------------- | --------------------- | --------------------------- |
| Olympique Lione (CN) (DT) | Paris Saint-Germain (2ª)  | Wolfsburg (CN)        | Bayern Monaco (2ª)          |
| Chelsea (1ª)              | Manchester City (2ª)      | Rosengård (CN)        | Kopparbergs/Göteborg (2ª)   |
| Barcellona (1ª)           | Atlético Madrid (2ª)      | Slavia Praga (1ª)     | Sparta Praga (2ª)           |
| Fortuna Hjørring (CN)     | Brøndby (2ª)              | Juventus (CN)         | Fiorentina (2ª)             |
| Servette Chênois (1ª)     | Zurigo (2ª)               | PSV (1ª)              | Ajax (2ª)                   |
| LSK Kvinner (CN)          | BIIK Kazygurt (CN)        |                       |                             |
| Fase di qualificazione    |                           |                       |                             |
| Vålerenga (2ª)            | Oqjetpes (2ª)             | CSKA Mosca (CN)       | Glasgow City (CN)           |
| Valur (CN)                | Gintra Universitetas (CN) | Apollōn Lemesou (1ª)  | St. Pölten (1ª)             |
| Górnik Łęczna (CN)        | Spartak Subotica (CN)     | FK Minsk (CN)         | SFK 2000 (CN)               |
| U Olimpia Cluj (1ª)       | Benfica (1ª)              | PAOK (CN)             | Anderlecht (CN)             |
| Ferencváros (1ª)          | Žytlobud-2 Charkiv (CN)   | HJK (CN)              | Spalato (CN)                |
| Peamount United (CN)      | Pomurje (1ª)              | ALG Spor (1ª)         | Vllaznia (CN)               |
| NSA Sofia (CN)            | Ramat HaSharon (CN)       | Flora Tallinn (CN)    | Slovan Bratislava (1ª)      |
| Swansea City (CN)         | KÍ Klaksvík (CN)          | Linfield (CN)         | Breznica (CN)               |
| Birkirkara (CN)           | Mitrovica (CN)            | Rīgas FS (2ª)         | Agarista-ȘS Anenii Noi (CN) |
| Kamenica Sasa (CN)        | Lanchkhuti (CN)           | RFCU Lussemburgo (1ª) | Alaškert (CN)               |

## Turni e sorteggi
La UEFA ha fissato il calendario della competizione e gli abbinamenti che saranno necessari nello svolgersi del torneo nella sua sede di Nyon, Svizzera.
| Turno                           | Sorteggio        | Andata                                   | Ritorno                                  |
| ------------------------------- | ---------------- | ---------------------------------------- | ---------------------------------------- |
| Primo turno di qualificazione   | 22 ottobre 2020  | 3-4 novembre 2020                        | 3-4 novembre 2020                        |
| Secondo turno di qualificazione | 6 novembre 2020  | 18-19 novembre 2020                      | 18-19 novembre 2020                      |
| Sedicesimi di finale            | 24 novembre 2020 | 9-10 dicembre 2020                       | 15-16 dicembre 2020                      |
| Ottavi di finale                | 18 febbraio 2021 | 3-4 marzo 2021                           | 10-11 marzo 2021                         |
| Quarti di finale                | 12 marzo 2021    | 23-24 marzo 2021                         | 31 marzo-1º aprile 2021                  |
| Semifinali                      | 12 marzo 2021    | 24-25 aprile 2021                        | 1º-2 maggio 2021                         |
| Finale                          | 12 marzo 2021    | 16 maggio 2021 al Gamla Ullevi, Göteborg | 16 maggio 2021 al Gamla Ullevi, Göteborg |

## Qualificazioni
Tutte le 40 squadre non ammesse direttamente ai sedicesimi di finale partecipano al primo turno di qualificazione. Il primo turno si svolge su partita secca a eliminazione diretta e sono ammesse al secondo turno le 20 squadre vincitrici degli accoppiamenti. Anche il secondo turno si svolge su partita secca a eliminazione diretta e le dieci squadre vincitrici degli accoppiamenti vengono ammesse ai sedicesimi di finale.

### Primo turno di qualificazione
Il sorteggio per il primo turno di qualificazione si è tenuto a Nyon il 22 ottobre 2020. Le partite si sono disputate in gara unica il 3 e 4 novembre 2020.
| Squadra 1            | Risultato             | Squadra 2              |
| -------------------- | --------------------- | ---------------------- |
| CSKA Mosca           | 2 - 0                 | Flora Tallinn          |
| Spartak Subotica     | 4 - 0                 | Agarista-ȘS Anenii Noi |
| Žytlobud-2 Charkiv   | 9 - 0                 | Alaškert               |
| Valur                | 3 - 0                 | HJK                    |
| Górnik Łęczna        | 4 - 1                 | Spalato                |
| Gintra Universitetas | 4 - 0                 | Slovan Bratislava      |
| St. Pölten           | 2 - 0                 | Mitrovica              |
| Anderlecht           | 8 - 0                 | Linfield               |
| PAOK                 | 1 - 3                 | Benfica                |
| Vllaznia             | 3 - 3 (dts) (3-2 dtr) | ALG Spor               |
| FK Minsk             | 3 - 0                 | Rīgas FS               |
| Pomurje              | 3 - 0                 | Breznica               |
| Oqjetpes             | 1 - 2 (dts)           | Lanchkhuti             |
| Vålerenga            | 7 - 0                 | KÍ Klaksvík            |
| Apollōn Lemesou      | 3 - 0                 | Swansea City           |
| Ferencváros          | 6 - 1                 | RFCU Lussemburgo       |
| NSA Sofia            | 3 - 1                 | Kamenica Sasa          |
| Glasgow City         | 0 - 0 (dts) (6-5 dtr) | Peamount United        |
| U Olimpia Cluj       | 2 - 1                 | Birkirkara             |
| SFK 2000             | 4 - 0                 | Ramat HaSharon         |

### Secondo turno di qualificazione
Il sorteggio per il secondo turno di qualificazione si è tenuto il 6 novembre 2020. Le partite si sono disputate in gara unica il 18 e 19 novembre 2020.
| Squadra 1            | Risultato             | Squadra 2          |
| -------------------- | --------------------- | ------------------ |
| Górnik Łęczna        | 2 - 1                 | Apollōn Lemesou    |
| Pomurje              | 4 - 1                 | Ferencváros        |
| NSA Sofia            | 0 - 7                 | Spartak Subotica   |
| Valur                | 1 - 1 (dts) (3-4 dtr) | Glasgow City       |
| Vllaznia             | 0 - 2                 | FK Minsk           |
| Gintra Universitetas | 0 - 7                 | Vålerenga          |
| Anderlecht           | 1 - 2                 | Benfica            |
| SFK 2000             | 0 - 2                 | Žytlobud-2 Charkiv |
| St. Pölten           | 1 - 0                 | CSKA Mosca         |
| U Olimpia Cluj       | 0 - 1                 | Lanchkhuti         |

## Fase a eliminazione diretta
Alla fase a eliminazione diretta partecipano 32 squadre, di cui 22 squadre qualificate direttamente ai sedicesimi e le 10 squadre vincitrici del secondo turno di qualificazione. Le fasce per il sorteggio vengono composte in base al coefficiente UEFA dei club. Nei sedicesimi e negli ottavi di finale non possono essere accoppiate squadre dello stesso Paese. In questa fase le squadre si affrontano in partite di andata e ritorno, eccetto che nella finale.
Teste di serie:
- Olympique Lione (143,020) (DT)
- Wolfsburg (111,595)
- Paris Saint-Germain (96,020)
- Barcellona (99,645)
- Bayern Monaco (76,595)
- Manchester City (69,480)
- Slavia Praga (65,365)
- Chelsea (63,480)
- Rosengård (59,015)
- Fortuna Hjørring (46,385)
- Atlético Madrid (45,645)
- Brøndby (45,385)
- LSK Kvinner (44,075)
- BIIK Kazygurt (38,570)
- Glasgow City (36,590)
- Zurigo (34,920)

Non teste di serie:
- Sparta Praga (31,365)
- Fiorentina (29,065)
- FK Minsk (25,270)
- St. Pölten (23,950)
- Ajax (23,890)
- Spartak Subotica (20,615)
- Kopparbergs/Göteborg (20,015)
- Juventus (17,065)
- PSV (10,890)
- Vålerenga (9,075)
- Górnik Łęczna (8,285)
- Servette Chênois (7,920)
- Pomurje (6,980)
- Žytlobud-2 Charkiv (4,800)
- Benfica (3,960)
- Lanchkhuti (0,000)

### Sedicesimi di finale
Il sorteggio degli accoppiamenti per i sedicesimi di finale si è tenuto a Nyon il 24 novembre 2020. L'andata si è disputata il 9 e 10 dicembre 2020, mentre il ritorno si è disputato il 15, 16 e 17 dicembre 2020.
Le partite tra Vålerenga e Brøndby sono state, inizialmente, rinviate al 7 e 14 febbraio 2021 dopo che la squadra danese era stata messa in quarantena dalle autorità norvegesi prima della disputa della gara di andata, prevista per il 9 dicembre. Il 1º febbraio 2021, viste le restrizioni imposte dalle autorità norvegesi per contrastare la pandemia di COVID-19, l'UEFA, in accordo con le due società, ha disposto la disputa della sfida in gara unica da disputare in casa del Brøndby l'11 febbraio successivo.
| Squadra 1            | Totale          | Squadra 2           | Andata | Ritorno     |
| -------------------- | --------------- | ------------------- | ------ | ----------- |
| St. Pölten           | 3 - 0           | Zurigo              | 2 - 0  | 1 - 0       |
| Lanchkhuti           | 0 - 17          | Rosengård           | 0 - 7  | 0 - 10      |
| Kopparbergs/Göteborg | 1 - 5           | Manchester City     | 1 - 2  | 0 - 3       |
| Sparta Praga         | 3 - 1           | Glasgow City        | 2 - 1  | 1 - 0       |
| Juventus             | 2 - 6           | Olympique Lione     | 2 - 3  | 0 - 3       |
| Spartak Subotica     | 0 - 7           | Wolfsburg           | 0 - 5  | 0 - 2       |
| Fiorentina           | 3 - 2           | Slavia Praga        | 2 - 2  | 1 - 0       |
| Benfica              | 0 - 8           | Chelsea             | 0 - 5  | 0 - 3       |
| Pomurje              | 2 - 6           | Fortuna Hjørring    | 0 - 3  | 2 - 3       |
| Žytlobud-2 Charkiv   | 2 - 2 (gfc)     | BIIK Kazygurt       | 2 - 1  | 0 - 1       |
| Vålerenga            | 1 - 1 (4-5 dtr) | Brøndby             | Canc.  | 1 - 1 (dts) |
| Ajax                 | 1 - 6           | Bayern Monaco       | 1 - 3  | 0 - 3       |
| PSV                  | 2 - 8           | Barcellona          | 1 - 4  | 1 - 4       |
| FK Minsk             | 1 - 2           | LSK Kvinner         | 0 - 2  | 1 - 0       |
| Górnik Łęczna        | 1 - 8           | Paris Saint-Germain | 0 - 2  | 1 - 6       |
| Servette Chênois     | 2 - 9           | Atlético Madrid     | 2 - 4  | 0 - 5       |

### Ottavi di finale
Il sorteggio degli accoppiamenti per gli ottavi di finale si è tenuto a Nyon il 16 febbraio 2021. L'andata si è disputata il 3, 4 e 9 marzo 2021, mentre il ritorno si è disputato il 10 e 11 marzo 2021.
| Squadra 1           | Totale | Squadra 2        | Andata | Ritorno |
| ------------------- | ------ | ---------------- | ------ | ------- |
| Wolfsburg           | 4 - 0  | LSK Kvinner      | 2 - 0  | 2 - 0   |
| Barcellona          | 9 - 0  | Fortuna Hjørring | 4 - 0  | 5 - 0   |
| Rosengård           | 4 - 2  | St. Pölten       | 2 - 2  | 2 - 0   |
| BIIK Kazygurt       | 1 - 9  | Bayern Monaco    | 1 - 6  | 0 - 3   |
| Manchester City     | 8 - 0  | Fiorentina       | 3 - 0  | 5 - 0   |
| Paris Saint-Germain | 5 - 3  | Sparta Praga     | 5 - 0  | 0 - 3   |
| Olympique Lione     | 5 - 1  | Brøndby          | 2 - 0  | 3 - 1   |
| Chelsea             | 3 - 1  | Atlético Madrid  | 2 - 0  | 1 - 1   |

### Quarti di finale
Il sorteggio degli accoppiamenti per i quarti di finale si è tenuto a Nyon il 12 marzo 2021. L'andata si è disputata il 24 marzo 2021, mentre il ritorno si è disputato il 31 marzo, l'1º e il 18 aprile 2021.
| Squadra 1           | Totale      | Squadra 2       | Andata | Ritorno |
| ------------------- | ----------- | --------------- | ------ | ------- |
| Bayern Monaco       | 4 - 0       | Rosengård       | 3 - 0  | 1 - 0   |
| Paris Saint-Germain | 2 - 2 (gfc) | Olympique Lione | 0 - 1  | 2 - 1   |
| Barcellona          | 4 - 2       | Manchester City | 3 - 0  | 1 - 2   |
| Chelsea             | 5 - 1       | Wolfsburg       | 2 - 1  | 3 - 0   |

### Semifinali
Il sorteggio degli accoppiamenti per le semifinali si è tenuto a Nyon il 12 marzo 2021. L'andata si è disputata il 25 aprile 2021, mentre il ritorno si è disputato il 2 maggio 2021.
| Squadra 1           | Totale | Squadra 2  | Andata | Ritorno |
| ------------------- | ------ | ---------- | ------ | ------- |
| Paris Saint-Germain | 2 - 3  | Barcellona | 1 - 1  | 1 - 2   |
| Bayern Monaco       | 3 - 5  | Chelsea    | 2 - 1  | 1 - 4   |

### Finale
| Arbitro: | Riem Hussein |

|  |           |                                                                     |
|  | Marcatori | 1’ (aut.) Leupolz 14’ (rig.) Putellas 21’ Bonmatí 36’ Graham Hansen |